# Helmut Lindner (Politiker)

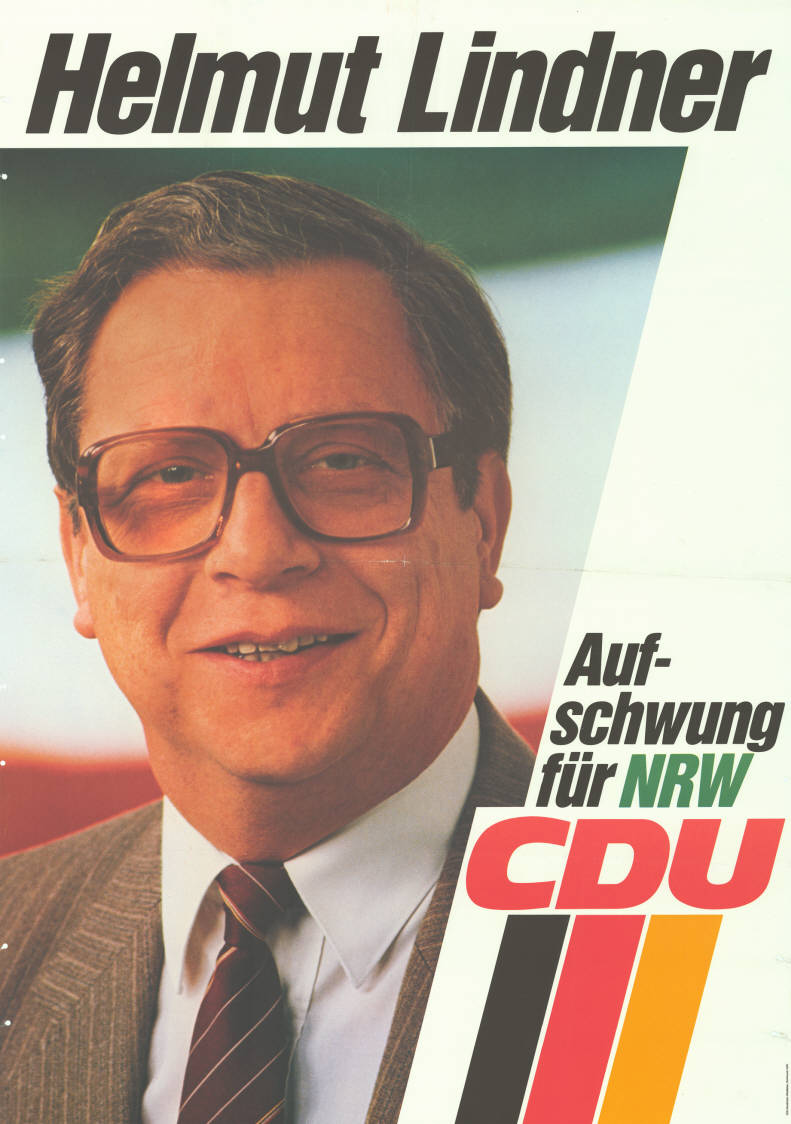
Kandidatenplakat zur Landtagswahl in Nordrhein-Westfalen 1985

Helmut Lindner (* 4. Oktober 1927 in Iserlohn; † 17. November 2002) war ein deutscher Politiker und Landtagsabgeordneter (CDU) in Nordrhein-Westfalen.

## Leben und Beruf
Nach dem Besuch der Volksschule absolvierte er von 1942 bis 1944 eine kaufmännische Ausbildung. Im Anschluss an den Kriegsdienst und die Gefangenschaft war er von 1946 bis 1947 Soldat und danach beim DGB und beim Arbeitsamt tätig.  als Angestellter bei verschiedenen Arbeitgebern im kaufmännischen Bereich tätig; von 1949 bis 1981 für die Industrie (ab 1955 als Prokurist). Zuletzt war Lindner beim CDU-Kreisverband Märkischer Kreis beschäftigt.
Mitglied der CDU wurde er 1956. Er arbeitete in zahlreichen Gremien der CDU mit. Mitglied der IG Metall war er seit 1955.
Helmut Lindner war evangelisch, ab 1955 mit Elisabeth Lindner, geborene Fiss, verheiratet und hatte drei Kinder (Renate, Gabriele und Thomas Lindner).

## Abgeordneter
Vom 30. Mai 1985 bis zum 30. Mai 1990 war Lindner Mitglied des Landtags des Landes Nordrhein-Westfalen. Er wurde über die Landesliste seiner Partei gewählt.
Ab 1956 war er Mitglied im Stadtrat der Stadt Iserlohn, wo er ab 1968 Fraktionsvorsitzender war und 1969 Bürgermeister wurde. Von 1975 bis 1979 war er Oberbürgermeister und danach bis 1984 wieder Bürgermeister (1984 1. stellvertretender Bürgermeister) der Stadt, die infolge des Verlustes der Kreisfreiheit im Jahre 1975 seit 1979 keinen Oberbürgermeister, sondern nur noch einen Bürgermeister als Stadtoberhaupt hat. Dem Kreistag des Märkischen Kreises gehörte er von 1975 bis 1985 an.